# Kanstancin Szeuczyk
Kanstancin Fiodarawicz Szeuczyk (biał. Канстанцін Фёдаравіч Шэўчык, ros. Константин Фёдорович Шевчик, Konstantin Fiedorowicz Szewczik; ur. 5 stycznia 1948 w Łachwie) – białoruski inżynier i polityk, w latach 2008–2012 deputowany do Izby Reprezentantów Zgromadzenia Narodowego Republiki Białorusi IV kadencji.

## Życiorys
Urodził się 5 stycznia 1948 roku we wsi Łachwa, w rejonie łuninieckim obwodu pińskiego Białoruskiej SRR, ZSRR. Ukończył Białoruski Państwowy Instytut Politechniczny ze specjalnością „budownictwo przemysłowe i cywilne” oraz Mińską Wyższą Szkołę Partyjną. Pracę rozpoczął jako robotnik w Mikaszewickim Zakładzie Leśnym. Odbył służbę wojskową w szeregach Armii Radzieckiej. Następnie pracował jako odrzutnik w Wołgogradzkim Zakładzie Budowy Maszyn Naftowych, mistrz, majster, starszy mistrz, zastępca kierownika, główny inżynier, kierownik Ruchomej Kolumny Zmechanizowanej Nr 30 w firmie Pinsksowchozstroj, zastępca przewodniczącego Pińskiego Rejonowego Komitetu Wykonawczego, szef i dyrektor generalny Pinsksowchozstroju. Był deputowanym do Brzeskiej Obwodowej Rady Deputowanych.
27 października 2008 roku został deputowanym do Izby Reprezentantów Zgromadzenia Narodowego Republiki Białorusi IV kadencji z Pińskiego Wiejskiego Okręgu Wyborczego Nr 15. Pełnił w niej funkcję członka Stałej Komisji ds. Polityki Mieszkaniowej, Budownictwa, Handlu i Prywatyzacji. Od 13 listopada 2008 roku był członkiem Narodowej Grupy Republiki Białorusi w Unii Międzyparlamentarnej.

## Oznaczenia
- Gramota Pochwalna Ministerstwa Gospodarstwa Wiejskiego i Żywności Republiki Białorusi;
- Gramota Pochwalna Ministerstwa Pracy i Ochrony Socjalnej Republiki Białorusi;
- Gramota Pochwalna Brzeskiego Obwodowego Komitetu Wykonawczego;
- Gramota Pochwalna Brzeskiej Obwodowej Rady Deputowanych[1].

## Życie prywatne
Kanstancin Szeuczyk jest żonaty, ma dwie córki.